# 放置游戏

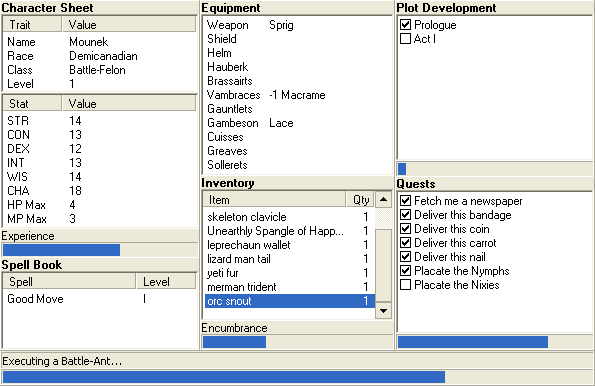
2002年的《Progress Quest》是首款增量游戏

增量游戏（Incremental game），俗稱放置遊戲（Idle game），又稱點擊遊戲（Clicker game），是一種電子遊戲類型。玩家於此類遊戲只需進行簡單操作，如重複點擊螢幕。玩家會於遊玩過程中獲得遊戲貨幣，並使用貨幣提升貨幣獲取速度。玩家於一些遊戲中可不需點擊，遊戲會自動取得貨幣。